# Manukau Entrance

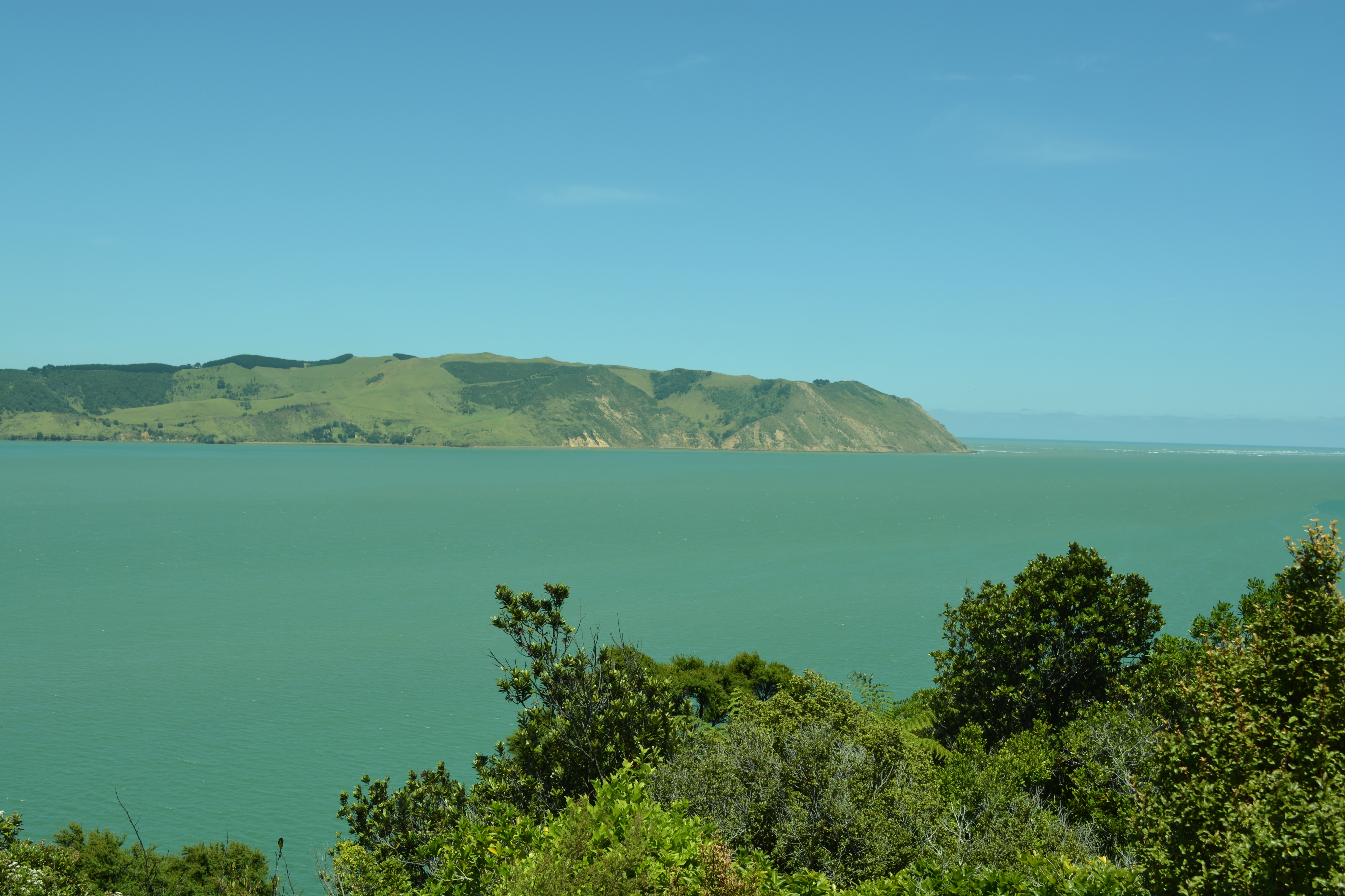
Blick nach Süden über den Manukau Entrance zu den Manukau Heads

Der Manukau Entrance ist der Eingang zum Manukau Harbour an der Westseite der Nordinsel von Neuseeland.

## Geographie
Der Manukau Entrance stellt das Verbindungsstück vom Manukau Harbour zur westlich liegenden Tasmansee dar und ist rund 24 km südwestlich des Stadtzentrums von Auckland zu finden. Der westliche Beginn des Hafeneingang liegt ungefähr auf der rund 2,97 km langen Achse des 5 m hohen Te Toka-Tapu-a-Kupe / Ninepin Rock im Westen und dem South Head im Osten auf der Awhitu Peninsula liegend. Das Ende des Hafeneingangs und damit der Übergang zum Manukau Harbour kann zwischen dem Kaitake Point im Norden und dem rund 2,7 km südsüdöstliche liegenden Taratara Point / Cake Island gesehen werden, da sich die Engstelle hier öffnet. Eine exakte geographische Definition hierzu gibt es leider nicht.
Mit einer ungefähren Länge des Manukau Entrance vom 4,5 km und einer engsten Stelle von 1,79 km sowie einer maximalen Breite von 2,97 km umfasst die Fläche des Gewässers in etwa einen Quadratkilometer. Die tiefste Stelle des Hafeneingangs befindet sich mit 60 m an der Nordwestseite des Gewässers, ein paar hundert Meter östlich von Paratutae Island entfernt.